# 田中聖二
田中 聖二（たなか せいじ、1977年1月1日 - 2005年4月15日）は日本のプロボクサー。鳥取県鳥取市出身。第29代日本スーパーフライ級王者。金沢ボクシングジム所属。鳥取城北高等学校卒業。

## 来歴

### デビューから王座獲得まで
高校時代は、野球部に所属。高校卒業後、プロボクサーを目指し単身大阪に渡り、金沢ジムに入門。
1997年7月31日、プロデビュー（4回判定勝ち）。
その後、7戦目まで6勝（1KO）1分という順調な成績を残すが、1998年11月9日に、後の日本ライトフライ級王者興梠貴之に6回判定負けで初黒星を喫したのを皮切りに3連敗。
2001年には元世界ランカーの藤原康二、元日本ランカーの福山登との引き分けを2つ挟んで5連勝するが、同年11月2日に後のOPBF東洋太平洋フライ級王者で世界挑戦も経験する小松則幸に7回負傷判定負け。さらに、2002年8月20日には元WBC世界スーパーフライ級王者でもあるWBCインターナショナル同級王者ジェリー・ペニャロサに挑み、8回TKO負け。
2004年11月27日、25戦目にして日本王座初挑戦。横浜文化体育館で日本スーパーフライ級王者有永政幸に挑み、10回判定勝ち。王座獲得に成功した。

### ラストファイト
2005年4月3日、日本王座初防衛戦。IMPホールで6戦目の新鋭名城信男と対戦した。田中と名城はともに大阪市内のジムに所属していることもあり、お互い出稽古をするなど頻繁に合同練習を行っていた。
挑戦者・名城は前年8月、2度の世界挑戦経験を持つ本田秀伸とのノンタイトル戦に10回判定勝ちし、世界ランク入りを果たしていた。
王者・田中は試合当日、同年1月に結婚したばかりの妻に「今から試合に行きます。必ずベルトを持って帰ります。勝つ、勝つ、必ず勝って帰ってくる」とメモを残して自宅を出た。
試合は最終・10回TKOで敗れ、王座陥落。試合終了と同時にリングに崩れ落ちたが、すぐ意識を取り戻す。新王者・名城に「やっぱり強かったよ」と言い、お互いに握手し健闘を称えあった。田中はそのまま自分の足で歩き、控え室まで戻ったが、控え室でスタッフに頭痛を訴えた後、意識を失い緊急入院。搬送先の病院で急性硬膜下血腫と診断され、7日に開頭手術を受ける。
その後、一時期容態が安定したが、2005年4月15日19時頃に容態が急変。意識を取り戻すことなく、同日20時43分に死亡した。同月18日に大阪・平野区で行われた告別式には、世界王座を獲得して間もない元スパーリングパートナーの長谷川穂積、同じ金沢ジムの徳山昌守、石田順裕、小島英次ら約200人が参列した。
2005年12月、第1回関西MIB賞・特別賞を授与され、2005年度プロ・アマチュア年間表彰選手選考会でも特別賞に選出された。
田中を破った名城はその後、WBA世界スーパーフライ級王座を2度獲得。たびたびWBAのチャンピオンベルトを携えながら田中の墓前に赴き、勝利を報告している。

## 戦績
プロボクシング：26戦16勝（4KO）7敗3分
| 戦           | 日付           | 勝敗 | 時間     | 内容    | 対戦相手                        | 国籍       | 備考                                                |
| ------------ | -------------- | ---- | -------- | ------- | ------------------------------- | ---------- | --------------------------------------------------- |
| 1            | 1997年7月31日  | 勝利 | 4R       | 判定    | 安達弘智 （大阪帝拳）           | 日本       | プロデビュー戦                                      |
| 2            | 1997年10月14日 | 勝利 | 3R終了   | TKO     | 山田誠二 （尼崎）               | 日本       |                                                     |
| 3            | 1997年11月18日 | 勝利 | 4R       | 判定    | 乾信之介 （守口東郷）           | 日本       |                                                     |
| 4            | 1998年2月3日   | 勝利 | 4R       | 判定    | 岡本祐樹 （グリーンツダ）       | 日本       |                                                     |
| 5            | 1998年4月2日   | 勝利 | 4R       | 判定    | 谷直樹 （グリーンツダ）         | 日本       |                                                     |
| 6            | 1998年5月19日  | 引分 | 6R       | 判定    | 瀬要 （大星モリガキ）           | 日本       |                                                     |
| 7            | 1998年7月28日  | 勝利 | 6R       | 判定    | 今津竜也 （守口東郷）           | 日本       |                                                     |
| 8            | 1998年11月9日  | 敗北 | 6R       | 判定    | 興梠貴之 （グリーンツダ）       | 日本       |                                                     |
| 9            | 1999年5月2日   | 敗北 | 2R 0:40  | TKO     | 島和洋 （森岡）                 | 日本       |                                                     |
| 10           | 1999年8月29日  | 敗北 | 8R       | 判定    | 吉海勝彦 （進光）               | 日本       |                                                     |
| 11           | 1999年11月29日 | 勝利 | 8R       | 判定    | 山内淳 （江坂）                 | 日本       |                                                     |
| 12           | 2000年4月12日  | 勝利 | 7R 1:39  | 負傷    | 赤坂保 （ハラダ）               | 日本       |                                                     |
| 13           | 2000年8月27日  | 引分 | 10R      | 判定    | 福山登 （大阪帝拳）             | 日本       |                                                     |
| 14           | 2000年12月12日 | 勝利 | 10R      | 判定    | リッキー・プロタシオ            | フィリピン |                                                     |
| 15           | 2001年4月24日  | 引分 | 8R       | 判定    | 藤原康二 （グリーンツダ）       | 日本       |                                                     |
| 16           | 2001年7月31日  | 勝利 | 8R 0:12  | 負傷    | 宮内智也 （ランド）             | 日本       |                                                     |
| 17           | 2001年11月2日  | 敗北 | 7R 0:28  | 負傷    | 小松則幸 （エディタウンゼント） | 日本       |                                                     |
| 18           | 2002年3月23日  | 勝利 | 5R 2:25  | KO      | プロプラーム・クロンパチョン    | タイ       |                                                     |
| 19           | 2002年8月20日  | 敗北 | 8R開始   | TKO     | ジェリー・ペニャロサ            | フィリピン | WBCインターナショナルスーパーフライ級タイトルマッチ |
| 20           | 2002年11月26日 | 勝利 | 10R      | 判定3-0 | 村井勇希 （グリーンツダ）       | 日本       |                                                     |
| 21           | 2003年4月14日  | 敗北 | 8R       | 判定0-3 | 木嶋安雄 （角海老宝石）         | 日本       |                                                     |
| 22           | 2003年9月28日  | 勝利 | 2R 1:32  | KO      | カンチット・キャットゲーチャー  | タイ       |                                                     |
| 23           | 2004年5月2日   | 勝利 | 10R      | 判定3-0 | ホベン・ホルダ                  | フィリピン |                                                     |
| 24           | 2004年9月20日  | 勝利 | 2R 2:51  | TKO     | パノムデッド・オーユタナコーン  | タイ       |                                                     |
| 25           | 2004年11月27日 | 勝利 | 10R      | 判定3-0 | 有永政幸 （大橋）               | 日本       | 日本スーパーフライ級タイトルマッチ                  |
| 26           | 2005年4月3日   | 敗北 | 10R 0:57 | TKO     | 名城信男 （六島）               | 日本       | 日本王座陥落                                        |
| テンプレート |                |      |          |         |                                 |            |                                                     |

## 獲得タイトル
- 第29代日本スーパーフライ級王座（防衛0）